# Kleverige salie
Kleverige salie (Salvia glutinosa) is een plant in de lipbloemenfamilie (Labiatae oftewel Lamiaceae). Zowel de Nederlandse en de Duitse naam (Klebrige Salbei) als de soortaanduiding glutinosa verwijzen naar de kleverige beharing, vooral van de stengel, al zijn de bladeren en de bloeiwijze eveneens kleverig behaard. In het Engels wordt de plant Jupiter's Sage genoemd.

## Botanischebeschrijving
De meerjarige plant wordt 0,5-1,2 m hoog. De stengel is kleverig behaard en kan vertakt zijn. De kleverige beharing op de stengel vervult vermoedelijk een beschermingsfunctie tegen de vraatzucht van insecten. De langgesteelde bladeren zijn 8-15 x 5-12 cm groot en grof getand.
De bloemstengel bestaat uit twee- tot zesbloemige schijnkransen. De gele bloemen zijn 3-5 cm lang en roodbruin gestippeld. De plant bloeit van juli tot en met september. De bloemen hebben meeldraden en een klokvormige, 1,2-1,7 cm lange kelk. De bloemen zelf zijn 2,5-4 cm groot.

## Voorkomen
Salvia glutinosa is uit Europa afkomstig en groeit aan de rand van loofbossen en gemengde bossen in de bergen van Midden- en Zuid-Europa. De plant gedijt in de schaduw of halfschaduw en prefereert vochtige, voedselrijke grond.

## Ecologie
Kleverige salie is een van de waardplanten van de zwarte weidekokermot (Coleophora albitarsella (Zeller, 1849)).

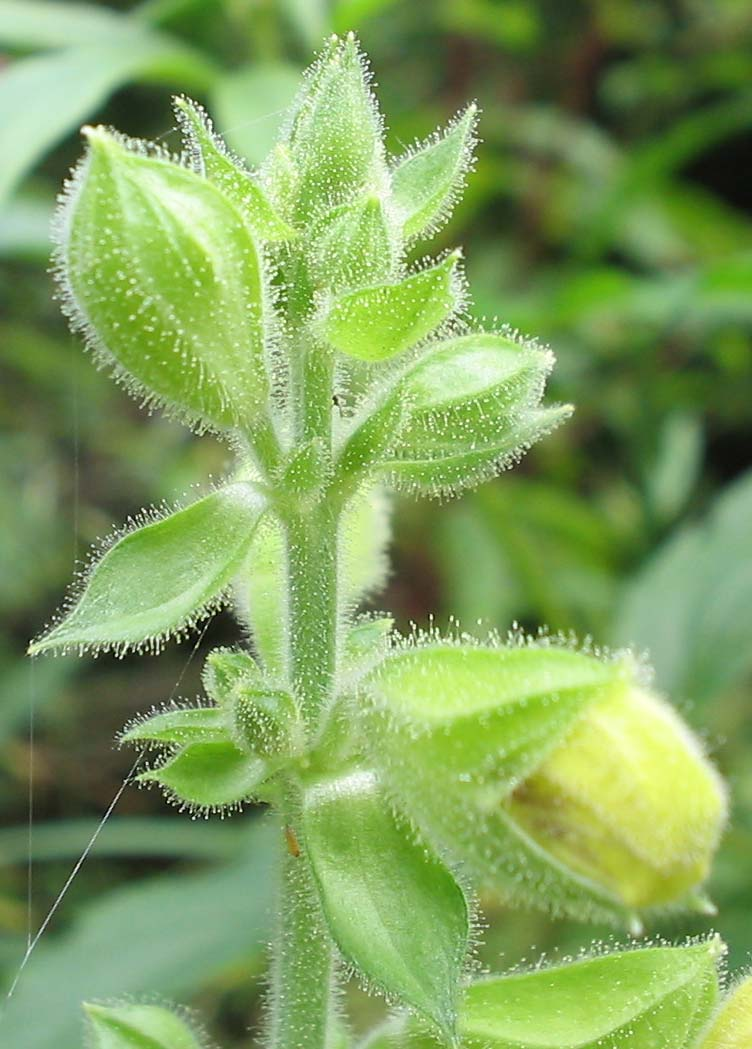
Beharing
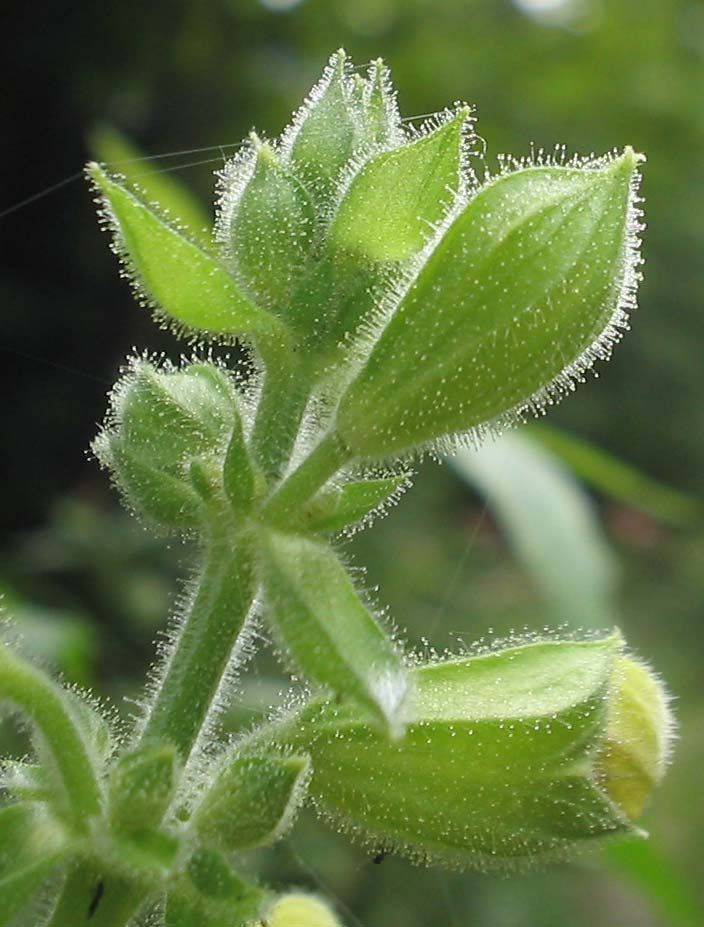
Beharing
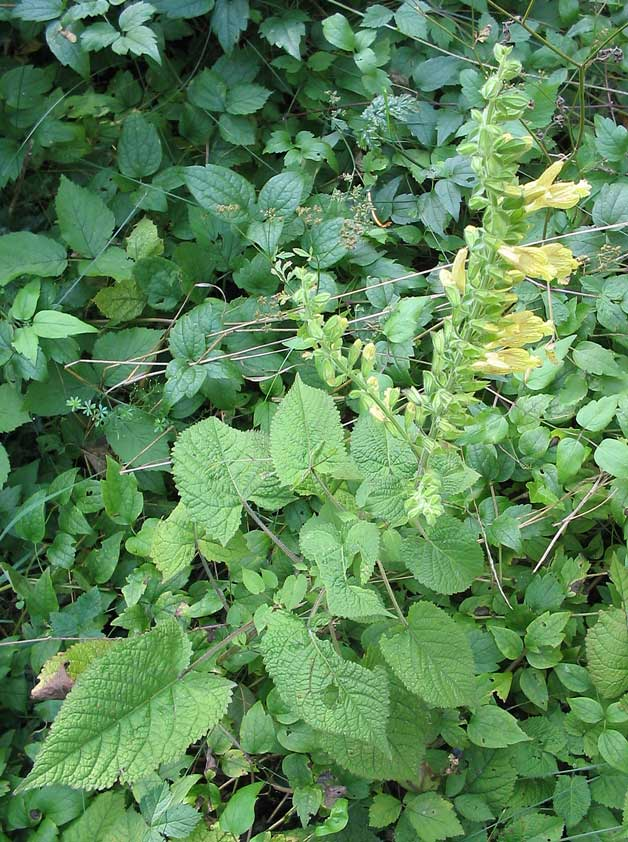
Habitat van boven
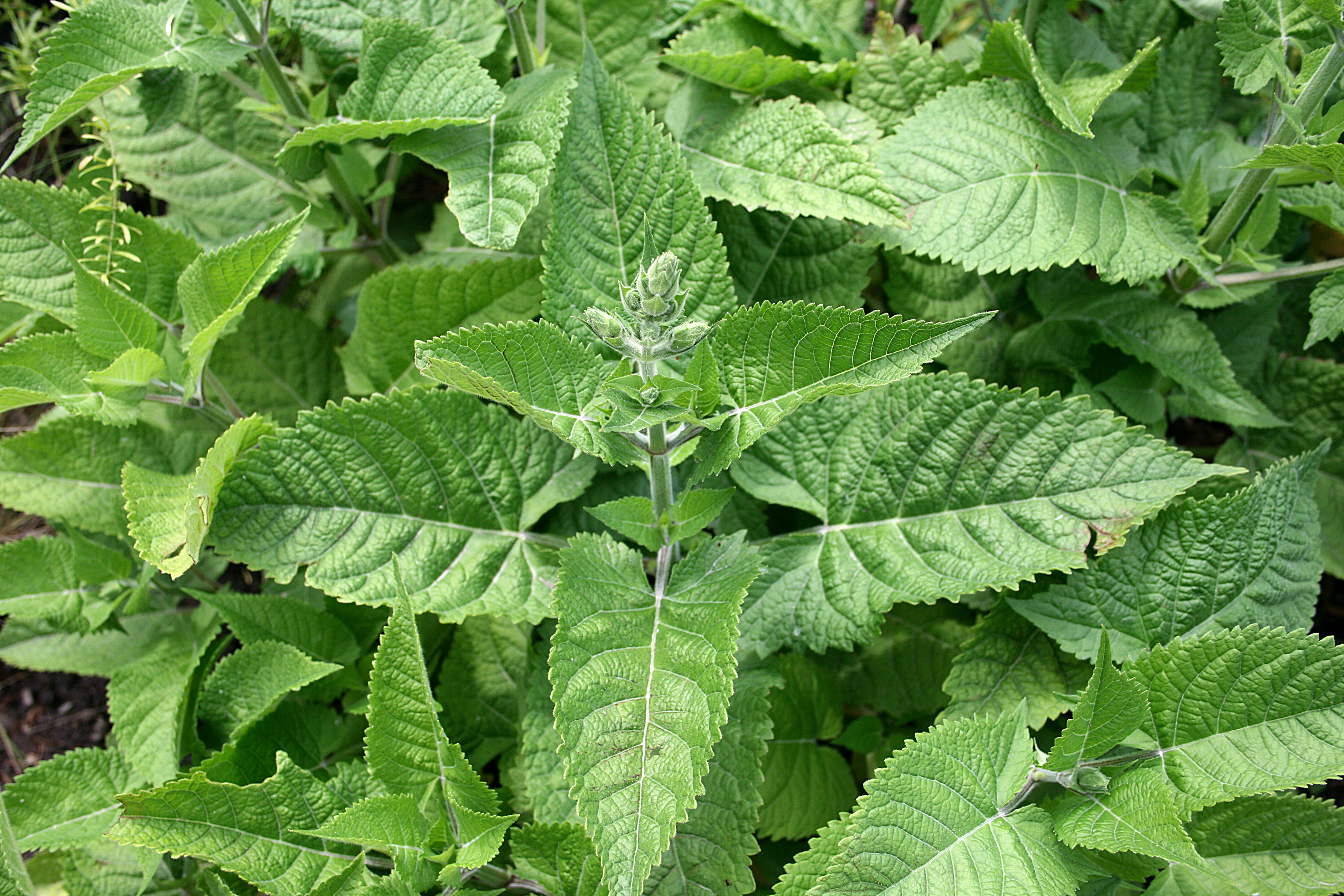
Blaadjes

... · S. divinorum · S. elegans (Ananassalie) · S. glutinosa (Kleverige salie) · S. hierosolymitana · S. obtusata · S. officinalis (Echte salie) · S. pratensis (Veldsalie) · S. rosmarinus (Rozemarijn) · S. sclarea (Scharlei) · S. verbenaca (Kleinbloemige salie) · S. verticillata (Kranssalie) · ...